# Schulek Ágoston (sporttisztviselő)
Schulek Ágoston (Kassa, 1943. augusztus 6. – Budapest, 2011. október 2.) háromszoros magyar bajnok magyar rúdugró, edző, sporttisztviselő, egyetemi docens, Schulek Frigyes építész dédunokája.
Korábban a Magyar Atlétikai Szövetség elnöke, haláláig annak tiszteletbeli elnöke, a Magyar Olimpiai Bizottság elnökségi tagja.

## Gyermekkora
Nyolcgyermekes családba született, dr. Schulek Tibor evangélikus lelkész és Majoross Edit iparművész, rajztanár gyermekeként. A József Attila Gimnázium után a Testnevelési Főiskola tanári és atléta szakedzői szakán végzett.

## Sportolói pályafutása
1963-ig a Bp. Vasas, 1963-tól 1967-ig a TFSE, 1967-től 1969-ig a Vasas SC sportolója volt. Országos csúcstartó rúdugró. Egyéni csúcsa 490 cm. Háromszor nyert magyar bajnokságot, hétszeres országos csúcstartó, tizenötszörös válogatott. 1965-ben kilencedik volt az universiadén. 1970-ben 9. helyezett volt a fedett pályás Európa-bajnokságon.

### Rekordjai
- 455 cm (1965. szeptember 19., Budapest) országos csúcs
- 465 cm (1965. szeptember 19., Budapest) országos csúcs[3]
- 470 cm (1967. szeptember 2., Budapest) országos csúcs[4]
- 472 cm (1967. szeptember 24., Budapest) országos csúcs[5]
- 477 cm (1967. október 8., Budapest) országos csúcs[6]
- 480 cm (1967. október 14., Szeged) országos csúcs[7]
- 485 cm (1969. június 29.) országos csúcs[8]

Legjobb eredményei évenként
- 1963: 380 cm
- 1964: 420 cm (7.)[9][10]
- 1965: 465 cm (1., európai ranglista: 40.)[11]
- 1966: 450 cm (5.)[12]
- 1967: 480 cm (1.)[13]
- 1968: 475 cm (1.)[14]
- 1969: 485 cm (2.)[15]
- 1970: 487 cm (2.)[16]
- 1971: 490 cm (2.)[17]
- 1972: 480 cm (5.)[18]
- 1973: 480 cm (5.)[19]
- 1974: 470 cm (7.)[20]

Zárójelben az év végi magyar ranglistahelyezés.

## Sporttisztviselőként
1991 és 2001, valamint 2008 és 2009 között a Magyar Atlétikai Szövetség (MASz) elnöke volt. Majd a szövetség tiszteletbeli elnöke volt. 1991 és 2001 között, valamint 2009. január 10. óta a Magyar Olimpiai Bizottság (MOB) elnökségi tagja, 1992 és 1996 között alelnöke. 1998 és 2001 között az Olimpia Sportágak Szövetségének elnöke. 1995 és 2007 között az Európai Atlétikai Szövetség (EAA) alelnöke volt. 2008-tól a szövetség tiszteletbeli örökös tanácstagja volt.

## Oktatói tevékenysége
1970 és 1974 között a Vasas edzője. 1974 és 2002 között a TFSE edzője, a Semmelweis Egyetem Testnevelési és Sporttudományi Kar Atlétika Tanszékének docense, 1990 és 1994 között általános és tanulmányi rektorhelyettese volt. 1980 és 1984 között a kuvaiti atlétaválogatott ugróedzője, 1987 és 1989 között a magyar atlétikaválogatott szövetségi kapitánya volt. Mesteredző, többek között Szalma László kétszeres Európa-bajnok távolugró és Bagyula István világbajnoki ezüstérmes rúdugró edzője.
2000 és 2004 között a gödöllői Szent István Egyetem sportigazgatója, 2004 és 2007 között testnevelési tanszékvezetője, majd nyugdíjas oktatója.

## Kulturális és politikai tevékenysége
A TF Esték alapítója és szervezője 1993 óta. 2008. december 20.-től a Magyar Örökség és Európa Egyesület elnöke, A Civil Összefogás Fórum alapító szóvivője. A Százak Tanácsának tagja, korábban annak elnöke.

## Magánélete
Nős, felesége Szkalla Edith. Gyermekeik: Schulek Csaba 1971, Schulek Rita 1973, Schulek Dávid 1976. Evangélikus vallású, a Budahegyvidéki Evangélikus Egyházközség presbitere volt. 2011. október 2-án hunyt el, hatvannyolc éves korában.

## Díjai, elismerései
Schulek Ágoston a következő elismerésekben részesült eddigi munkássága során:
- 1973: A Magyar Népköztársaság Érdemes Sportolója
- 1991: Mesteredző
- 1998: A Magyar Köztársasági Érdemrend tisztikeresztje (polgári tagozat) a XVII. Atlétikai Európa-bajnokság előkészítésében és megrendezésében végzett kiemelkedő munkájáért
- 2002: A Magyar Atlétikáért Érdemrend aranyfokozata
- 2003: a Nemzetközi Atlétikai Szövetség veterán jelvénye; hazai és nemzetközi kiemelkedő vezetési és szervezési munkájáért[36]
- 2006: A Vasas sportclub Örökös Tagja
- 2010: A Széchenyi Társaság díja; a magyarságot, a társadalmi megújulást szolgáló magatartásért[2]
- 2011: Haza Embere kitüntetés[37]
- 2011: Magyar Örökség díj a Nemzet szolgálatáért[38]
- 2012: Magyar Fair Play díj, életmű kategória[39]

## Emlékezete
- Schulek Ágoston atlétikai ugrópálya Bonyhádon (2016)[40]
- Schulek Ágoston emlékverseny